# الصندوق الأسود (فلم)
الصندوق الأسود فيلم تشويق وإثارة مصري من إنتاج سنة 2020. الفيلم من إخراج محمود كامل، وتأليف هيثم مصطفى الدهان، وأحمد الدهان، وإنتاج جابي خوري، ومن وبطولة منى زكي، ومحمد فراج، ومصطفى خاطر، وشريف سلامة.
يعتبر الفيلم هو عودة منى زكي بعد غياب دام لأربع سنوات، إذ كان آخر فيلم بعنوان من 30 سنة، والذي طُرح في 6 يوليو 2016.
قصة الفيلم مأخوذة من الفيلم الأمريكي غرفة الذعر.

## ملخص القصة
في إطار من الدراما الممزوجة بالكثير من التشويق والإثارة، يقتحم غريبين منزل ياسمين في مهمة مصيرية لسرقة شيء هام، وتحاول ياسمين الهروب منهما بلا جدوى فإلى أي مدى ستتمكن من الصمود أمامهما؟.

## طاقم التمثيل
- منى زكي بدور ياسمين
- محمد فراج بدور سيد
- مصطفى خاطر بدور هادي
- شريف سلامة بدور زين
- أسماء جلال بدور سارة
- عبد الرحيم حسن
- كريم صبحي

## الإنتاج

### التطوير
بدأ تصوير الفيلم في ديسمبر 2019، وكان من المقرر إنتهاء التصوير بنهاية شهر مارس 2020 حتى يتمكن من حصد إيرادات مناسبة بعيدًا عن صراع موسم عيد الفطر، وكان من المتوقع طرح الفيلم في موسم عيد الأضحى أو موسم أفلام الصيف. في 21 مارس 2020 تم تأجيل الفيلم لأجل غير مسمى  بسبب الحظر المفروض على دور العرض السينمائي في مصر ضمن الخطوات الاحترازية لمنع تفشي وباء كورونا.
تم الإنتهاء من الفيلم بالكامل في أكتوبر 2020، استعدادًا لطرحه في دور العرض السينمائي في 28 أكتوبر 2020، بعد استقرار أوضاع جائحة كورونا.

## التسويق
في 1 أكتوبر 2020 أطلقت أفلام مصر العالمية، ونيوسينشري للإنتاج الفني، وسينرجي للإنتاج الفني الشركات المنتجة للفيلم الملصق التشويقي الأول للفيلم. وظهرت منى زكي بمفردها في الملصق بجرح ينزف في راسها وهي خائفة من شئ وتحاول إخفاء صوت أنفاسها. وفي 3 أكتوبر 2020 أطلقت الشركات المنتجة الإعلان التشويقي للفيلم، وظهر في الإعلان منى زكي وقد انقلب يوم ذكرى مولدها لكابوس مرعب بعد تعرضها لهجوم مسلح من لصوص وتورطها في مطاردات عنيفة معهم.
قبل طرح الفيلم بأسبوع نشرت الشركات المنتجة الملصق الرسمي للفيلم، وظهر في الملصق وجوه أبطال الفيلم الثلاثة منى زكي، ومحمد فراج، ومصطفى خاطر، ويحمل كل وجه تعبيراته الخاصة، فنرى فراج في مقدمة البوستر بملامح قاسية، ومنى زكي تتوسطه بتعبيرات مصدومة وجرح نازف في رأسها بعد تعرضها لاعتداء عنيف، ثم مصطفى خاطر معبرًا عن التوجس والخوف.

## وصلات خارجية
- مقالات تستعمل روابط فنية بلا صلة مع ويكي بيانات